# Международный год пустынь и опустынивания
2006 год был объявлен Международным годом пустынь и опустынивания Генеральной Ассамблеей ООН на своей пятьдесят восьмой сессии (резолюция 58/211 от 23 декабря 2003 года).

## Цели и задачи
Генеральная Ассамблея ООН призвала все соответствующие международные организации и государства-члены поддержать мероприятия, связанные с опустыниванием и деградацией земель, которые будут организованы затрагиваемыми странами, в частности странами Африки и наименее развитыми странами. Всем странам было предложено учредить национальные комитеты и координационные центры и отметить Год путём проведения соответствующих мероприятий.
Ассамблея приветствовала назначение почетных представителей Организации Объединенных Наций в рамках Международного года пустынь и опустынивания и рекомендовала Генеральному секретарю назначить в этой связи дополнительных представителей для содействия успешному осуществлению программы Года во всем мире (резолюция 60/200)..
Цель — устранение причин опустынивания и деградации земель, борьба с нищетой, обусловленной деградацией земель, посредством мобилизации достаточных финансовых ресурсов, передачи технологий и наращивания потенциала на всех уровнях.
Таким образом, было решено активизировать осуществление Конвенции Организации Объединенных Наций по борьбе с опустыниванием в тех странах, которые испытывают серьезную засуху и/или опустынивание, особенно в Африке.
Период с января 2010 года по декабрь 2020 года объявлен Генеральной Ассамблеей Организации Объединенных Наций Десятилетием ООН, посвящённым пустыням и борьбе с опустыниванием. Его цель — содействие проведению мероприятий по охране засушливых земель (резолюция 62/195 от 2007 года)..